# Neobalanocarpus heimii
Neobalanocarpus hiemii is een tropische boomsoort die endemisch in Maleisië is. Het is de enige soort in het geslacht Neobalanocarpus. De boom kan 60 m hoog worden. Omdat de boomsoort zo zeldzaam is, is het verboden om hout ervan te exporteren vanuit Maleisië.